# Niżnia Niewcyrska Siklawa
Niżnia Niewcyrska Siklawa (niem. Unterer Neftzer-Wasserfall, słow. Nižný Nefcerský vodopád, węg. Alsó-Nefcer-vízesés) – wodospad, najniżej położony z trzech Niewcyrskich Siklaw w słowackich Tatrach Wysokich. Znajduje się na Niewcyrskim Potoku w orograficznie lewych zboczach Doliny Koprowej. Ma wysokość około 60 m i jest najwyższym wśród Niewcyrskich Siklaw.
Wszystkie trzy Niewcyrskie Siklawy znajdują się na progu, jakim dolina Niewcyrka opada do Doliny Koprowej. Jest ona rezerwatem ścisłym z zakazem wstępu. Dostępna do zwiedzania jest tylko Niżnia Niewcyrska Siklawa. Prowadzi do niej znakowana ścieżka od szosy w Dolinie Koprowej, tuż obok drewnianej studzienki. Dojście do wodospadu wskazuje tabliczka informacyjna z napisem Kmeťov vodopád. Słowacy upamiętnili w ten sposób literata i patriotę Andreja Kmeťa. Czas przejścia do wodospadu 3 min. Obok niego zabezpieczona balustradami ścieżka i platforma widokowa. Wodospad tworzy kaskadę z hukiem spadającą po stromej ścianie.
Woda Niewcyrskiego Potoku wypływa z Niżniego Teriańskiego Stawu w Niewcyrce. Jest spore zamieszanie i błędy w opisie i lokalizacji Niewcyrskich Siklaw. Pośrednia Niewcyrska Siklawa w Wielkiej encyklopedii tatrzańskiej W.H. Paryskiego ma nazwę Kmeťov vodopád. Taką samą jej nazwę podają także słowaccy tatrolodzy Arno Puškáš i Ivan Bohuš oraz mapy Tatr Wysokich, tymczasem Tatrzański Park Narodowy tabliczkę z tą nazwą postawił przy Niżniej Siklawie. W Wielkiej encyklopedii tatrzańskiej wysokość Pośredniej Siklawy oceniona została na 20 m, a jednocześnie jest ona wymieniona jako najwyższa z Niewcyrskich Siklaw. Jest to błędna informacja. Również w słowackim czasopiśmie „Tatry" (lipiec 2006 r.) opis Niewcyrskich Siklaw jest całkowicie błędny. Władysław Cywiński pisał: Autorka jeżdżąc palcem po mapie, udowodniła, że w życiu nie była w Niewcyrce. Władysław Cywiński wodospady te na miejscu dokładnie zbadał. Stwierdził, że najwyższa i najpotężniejsza jest Niżnia Niewcyrska Siklawa mająca około 60 m wysokości. Wyżnia ma wysokość około 30 m, Pośrednia składa się z rozdzielonych baniorem dwóch oddzielnych części mających łączną wysokość około 45 m. 